# Carinodrillia quadrilirata
Carinodrillia quadrilirata é uma espécie de gastrópode do gênero Carinodrillia, pertencente a família Pseudomelatomidae.